# Аяла (Мексика)
Аяла (исп. Ayala) — муниципалитет, расположенный к югу от Куаутла, в штате Морелос, Мексика. Административный центр муниципалитета — город Сьюдад-Аяла.